# Lomgölen (Godegårds socken, Östergötland, 651648-146344)
Lomgölen är en sjö i Motala kommun i Östergötland och ingår i Motala ströms huvudavrinningsområde.